# Now or Never (álbum de Casper Mágico y Nio García)
Now or Never es un álbum de estudio colaborativo de los cantantes puertorriqueños Casper Mágico y Nio García. Contiene las colaboraciones de Arcángel, De La Ghetto, Jowell & Randy, Bad Bunny, entre otros.

## Lista de canciones
| N.º | Título                                                                                       | Productor(es)                                              | Duración |  |
| 1.  | «No Me La Daban»                                                                             | Xound & Goldi                                              | 2:29     |  |
| 2.  | «Imaginandote»                                                                               | Xound & Goldi                                              | 3:13     |  |
| 3.  | «No Se Te Dio» (feat. Arcángel & De La Ghetto)                                               | Xound, Goldi & EHXX "The Professor"                        | 4:18     |  |
| 4.  | «Farándula» (feat. Jowell & Randy)                                                           | Xound & Goldi, Musicólogo & Menes                          | 4:23     |  |
| 5.  | «Nena Buena» (feat. Rauw Alejandro)                                                          | Xound & Goldi                                              | 3:51     |  |
| 6.  | «Hpta» (Solo Casper Mágico)                                                                  | YannC El Armónico, LaFusión, Chalko, Yai & Toly            | 3:16     |  |
| 7.  | «La Gangster»                                                                                | Xound & Goldi                                              | 3:18     |  |
| 8.  | «María» (Solo Nio García)                                                                    | Young Martino, Benny Benni, Xound & Goldi                  | 3:22     |  |
| 9.  | «La Nota» (feat. Yandel)                                                                     | Xound, Goldi & Mikey Tone                                  | 4:25     |  |
| 10. | «Ibiza»                                                                                      | Xound & Goldy, Ammunation, YannC & Chalko                  | 3:30     |  |
| 11. | «Mal Necesario» (feat. Jay Wheeler)                                                          | Xound & Goldy, Los Vegaton, Shorty Complete & YannC        | 3:57     |  |
| 12. | «Te Gua» (feat. Rochy RD)                                                                    | Xound & Goldi                                              | 3:31     |  |
| 13. | «La Jeepeta (Remix)» (Nio García, Juanka El Problematik, Brray feat. Anuel AA & Myke Towers) | Xound, Goldi & Super Yei                                   | 5:45     |  |
| 14. | «Bandida»                                                                                    | Xound & Goldi                                              | 3:29     |  |
| 15. | «Sola y Vacía» (Casper Mágico feat. Anuel AA)                                                | Ovy On The Drums & Shorty Complete                         | 3:02     |  |
| 16. | «Llame Pa Verte» (Nio García feat. Darell & Plan B)                                          | Sinfónico                                                  | 3:27     |  |
| 17. | «Mirame (Remix)» (feat. Rauw Alejandro, Lenny Tavárez, Darell & Myke Towers)                 | Deazer, Santo Niño & Dr. Cautiverio                        | 6:17     |  |
| 18. | «Te Bote (Remix)» (feat. Darell, Bad Bunny, Nicky Jam & Ozuna)                               | DJ Nelson, Shorty Complete, Kronix Magical & Young Martino | 6:57     |  |

## Posicionamiento en listas
| Listas (2020)                        | Mejor posición |
| ------------------------------------ | -------------- |
| Estados Unidos (Latin Rhythm Albums) | 4              |
| Estados Unidos (Top Latin Albums)    | 5              |
| Estados Unidos (Independent Albums)  | 22             |
| Estados Unidos (Billboard 200)       | 136            |

## Certificaciones
| País           | Organismo certificador | Certificación            | Ventas certificadas | Ref               |
| -------------- | ---------------------- | ------------------------ | ------------------- | ----------------- |
| Estados Unidos | RIAA                   | 8x Multi-Platino (Latin) | 480000              | [ 6 ] [ 7 ] [ 8 ] |
| Estados Unidos | RIAA                   | Platino                  | 480000              | [ 6 ] [ 7 ] [ 8 ] |
| Estados Unidos | RIAA                   | Oro                      | 480000              | [ 6 ] [ 7 ] [ 8 ] |